# Buffalo Center
Buffalo Center är en ort i Winnebago County i Iowa. Vid 2010 års folkräkning hade Buffalo Center 905 invånare.